# Zoomify
Zoomify ist eine Anwendung, die häufig von Archiven verwendet wird, um hochauflösende Digitalisate auf der Website bereitzustellen.
Anbieter ist das Unternehmen Zoomify Inc unter Leitung von David Urbanic mit Sitz in Santa Cruz, Kalifornien. Es bietet unter anderem das Softwarepaket „Zoomify HTML5 Express“ für die Betreiber von Webseiten an.
Der Vorteil liegt darin, dass die Abbildung über Kachelgrafik (englisch tiles) schneller dargestellt wird, da nur ein jeweiliger einzelner Ausschnitt für den Bildschirm bereitgestellt wird. Dabei ist die ständige Verbindung über das Internet zum Bereitsteller erforderlich. Für den Benutzer steht somit jedoch nicht die ganze Abbildung in höherer oder höchster Auflösung zur Verfügung.
Es gibt Anleitungen, wie der Zugriff auf die hochaufgelöste Abbildung erzielt werden kann. Zu den Online-Diensten für den Download der vollständigen Dateien zählt Dezoomify.
Seit April 2024 ist die Website der Firma nicht mehr erreichbar und die Produkte werden nicht mehr angeboten (Internet Archive).